# Usnea mutabilis
Usnea mutabilis är en lavart som beskrevs av Stirt. Usnea mutabilis ingår i släktet Usnea och familjen Parmeliaceae.   Inga underarter finns listade i Catalogue of Life.

## Källor

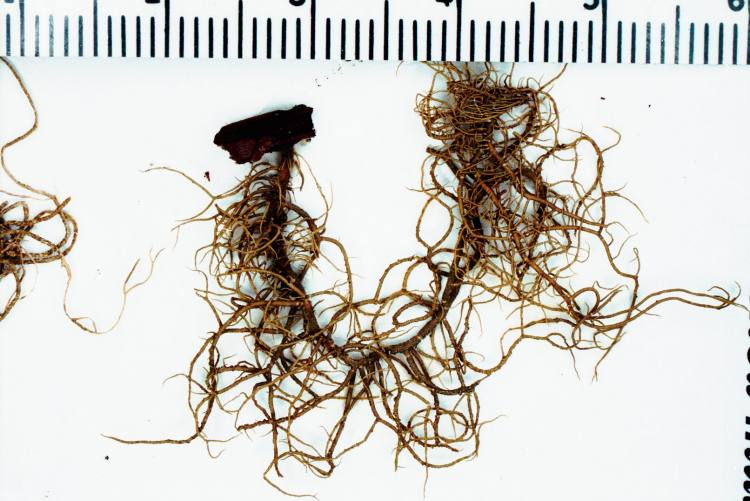
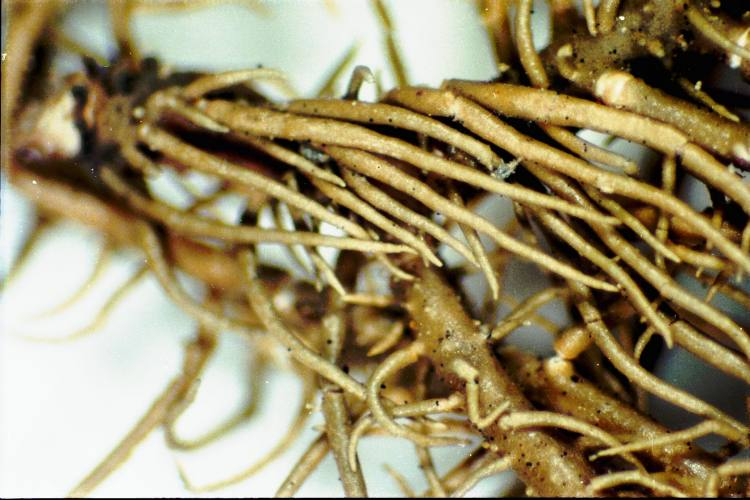
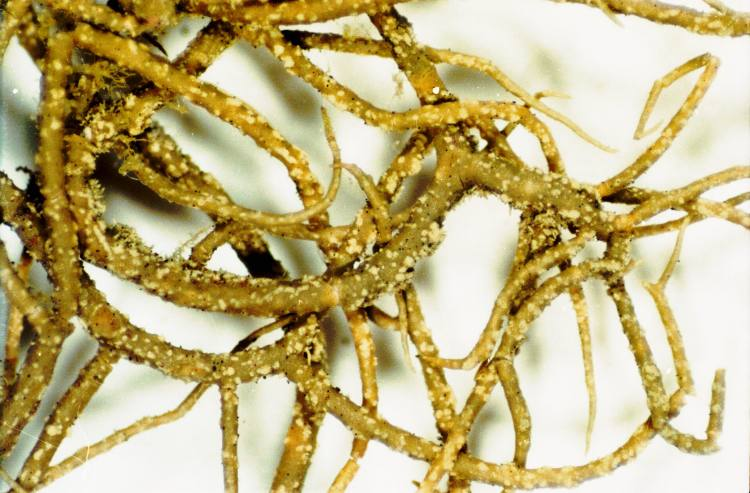
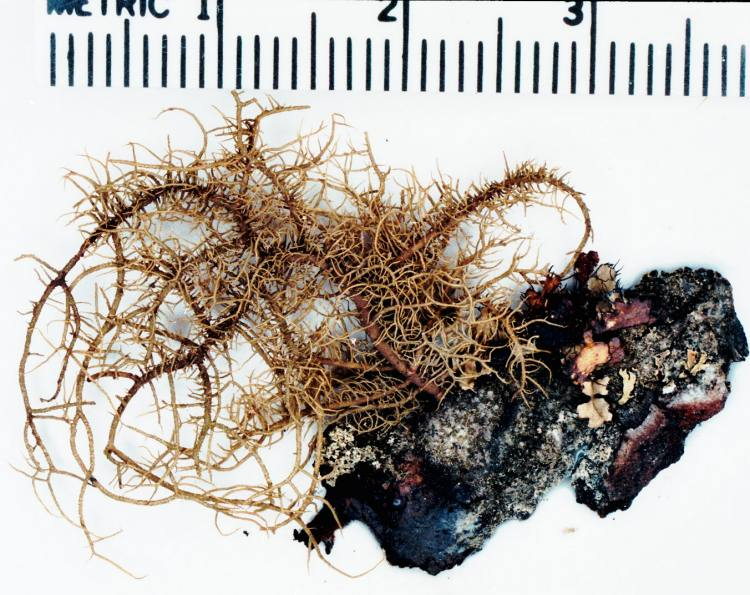